# Rotraut Walden
Rotraut Walden (* 1956 in Gelnhausen) ist eine deutsche Architekturpsychologin. Sie arbeitet an der Universität Koblenz. Ihre Forschungsschwerpunkte liegen im Bereich der International Building Performance Evaluation, der Entwicklung von Schemata und Erhebungsinstrumenten zur Beurteilung von Büros, Wohnungen, Schulen, Universitäten und Krankenhäusern.

## Werdegang
Walden habilitierte sich im Fach Psychologie zu Zu den Auswirkungen von Architektur auf Leistung, Wohlbefinden und Umweltkontrolle. Drei Studien zur Schule, Hochschule und zum Bürogebäude der Zukunft. und erhielt 2007 die venia legendi für Psychologie.
Sie verfasste den Koblenzer Architektur-Beurteilungsbogen KAB (auch in Englisch und Spanisch).
Sie lehrte in Fachbereich 1: Bildungswissenschaften. - in allen Studiengängen: Im Wahlfach Umweltpsychologie im Zweifach-Bachelor, auch für FB 4 (Informatik/CV) vor allem in ihrem Spezialfachgebiet, der Architekturpsychologie. Dort ist sie anerkannte Expertin und wird auch im Rahmen von Lehraufträgen weiter lehren.
Im Bachelor Pädagogik, im Zweifach-Bachelor (hier auch das Forschungspraktikum) und in den Bildungswissenschaften unterrichtete sie in der Vergangenheit mit Seminaren in einem weiten Themenspektrum, u. a. zu Intelligenz, Denken, Kreativität, Innovation und Problemlösen, zur Psychologie des Glücks; Optimismus, die Umkehr der erlernten Hilflosigkeit, …
Sie hat forschend sowohl den Umzug des Campus von Oberwerth nach Metternich als auch insgesamt mehr als 70 Projekte zu fast allen Gebäudetypen geleitet: so sechs Krankenhäuser (u. a. Kemperhof, Ev. Stift, Kinderklinik Neuwied, Gemeinschaftsklinikum Witten-Herdecke, …zuletzt Isala Kliniken in Zwolle/Niederlanden). DeBeKa-DICE; Post-Tower, Bonn; Vitra Design Design Museum, Weil am Rhein, Wallraf-Richartz-Museum, Köln, Bundesarchiv, Käthe-Kollwitz Gesamtschule Berlin, Forum Confluentes und Mittelrhein, u. v. m.
Bis vor kurzem, seit 1995, kooperierte sie in ihren Seminaren mit dem Fachbereich Architektur und Stadtplanung der Fachhochschule Koblenz.

## Mitgliedschaften
Sie ist seit 1989 Mitglied der Environmental Design Research Association (EDRA/U.S.A.) und ist seit 1994 Mitglied bei der deutschen Gesellschaft für Psychologie.

## Ausgewählte Schriften
- R. Walden und S. Borrelbach: Schulen der Zukunft. Gestaltungsvorschläge der Architekturpsychologie. (8. Aufl., orig. 2002). Asanger, Heidelberg – Kröning 2017. Mit Kommentaren von Friedensreich Hundertwasser.
- R. Walden (Hrsg.): Schools for the Future. Design proposals from Architectural Psychology. Springer Fachmedien, Wiesbaden 2015.

## Veröffentlichungen
Bücher
- als Hrsg.: Schools for the Future. Hogrefe, 2009. (Springer Fachmedien, 2015)
- mit S. Borrelbach: Schulen der Zukunft. Gestaltungsvorschläge der Architekturpsychologie. 2002. (8. Aufl. 2014)
- mit I. Schmitz: KinderRäume. 1999.
- mit F. Dickmann, A. Flade, R. Schuemer und G. Stroehlein: Psychologie und gebaute Umwelt. 1998.
- Architekturpsychologie: Schule, Hochschule und Bürogebäude der Zukunft. Pabst Science Publ., Lengerich 2008.
- Glück und Unglück. Asanger, Heidelberg/Kröning 2003.
- Lebendiges Wohnen. Entwicklung psychologischer Leitlinien zur Wohnqualität. Lang, Frankfurt 1993.
- Drei Varianten des Koblenzer Architekturbeurteilungsbogens. 2012.
- Three variations of the Koblenz Architecture Questionnaire. 2012.
- Tres variantes de la evaluación arquitectónica de Koblenz. 2012.
- als Hrsg.: Schools for the Future. Design proposals from Architectural Psychology. 2009.
- mit S. Borrelbach: Schulen der Zukunft. Gestaltungsvorschläge der Architekturpsychologie. 2014.
- als Hrsg.: S. Kosica: Architekturpsychologie für Kindertagesstätten. 2011.
- als Hrsg.: Schools for the Future. Design proposals from Architectural Psychology. 2015.

Artikel
- School Environments.
- Work Environments.
- Assessing the Performance of Offices of the Future.